# Pietro Scarlatti
Pietro Filippo Scarlatti (Roma, 5 de gener de 1679 – Nàpols, 22 de febrer de 1750) fou un compositor, organista i mestre de cors italià.
Era el fill gran d'Alessandro Scarlatti i germà del també compositor Domenico Scarlatti. Començà la seva carrera musical el 1705 com a mestre de cor de la catedral d'Urbino. Tres anys després, el 1708, el seu pare el portà a Nàpols, on assoliria a ser organista de la cort.
El 1728 s'estrenà la seva única òpera, Clitarco, en el Teatre San Bartolomeo de Nàpols. Desafortunadament, la partitura de l'òpera s'ha perdut. Altres obres importants inclouen tres cantates i una multitud de tocates per a teclat, una de les quals ha estat enregistrada per Luciano Sgrizzi.

## Obras
- Giacobbe (oratori, 1705, Urbino)
- Sant'Andrea apostolo (oratori, 1706, Urbino)
- La sposa de cantici (diàleg, 1706, Urbino)
- Clitarco, o sia La più fedel tra gli amici (drama per música, 1728, Napoli)
- Care luci del ben mio (cantata per contralt i tres instruments)
- Scusatemi signora (cantata per soprano i baix continu)

Altres cantates
- 3 minuetti per violino
- 4 bassi numerati
- 21 toccate clavicembalo